# إتش تي سي ون ماكس
إتش تي سي ون ماكس (بالإنجليزية: HTC One Max)‏ هو هاتف ذكي من إتش تي سي يعمل بنظام أندرويد، تم طرحه في الأسواق في 14 أكتوبر 2013.

## الخصائص
- نظام التشغيل: أندرويد
- الكاميرا الأمامية: 2.1 ميجابكسل
- الشاشة: إل سي دي
- الوزن: 217 غ (7.7 أونصة)
- المعالج: 1.7 جيجا هرتز رباعي النواة
- الذاكرة: 2 جيجابايت رام
- التخزين: 32 جيجابايت